# Brenda Bakke
Brenda Bakke (Klamath Falls, 15 mei 1963) is een Amerikaanse actrice die in de late jaren 1980 populair werd in Amerika. Ze speelde onder andere in de films L.A. Confidential (1997) en Gunmen (1994).

## Loopbaan
Haar bekendste rol speelde ze in de film Hot Shots! Part Deux aan de zijde van Charlie Sheen. Ze speelde ook in de horrorfilm Death Spa, waar haar personage een van de slachtoffers in het fitness centrum was. In 1995 speelde ze de rol van Cordelia, een prostituee in Ernest Dickerson's Demon Knight en speelde mee in Under Siege 2: Dark Territory.
In 2017 vertolkte ze in de televisieserie Grey's Anatomy in de aflevering Back Where You Belong het personage Gwen Nolan.
- Bibliothèque nationale de France: cb141522677 (data)
- International Standard Name Identifier: 0000 0000 4170 6916
- Library of Congress Control Number: no95036287
- Nederlandse Thesaurus van Auteursnamen: 173529062
- Virtual International Authority File: 61130053
- WorldCat: E39PBJbWtKY4GJmwQyrTPWfDv3